# Kabinett Kretschmer III

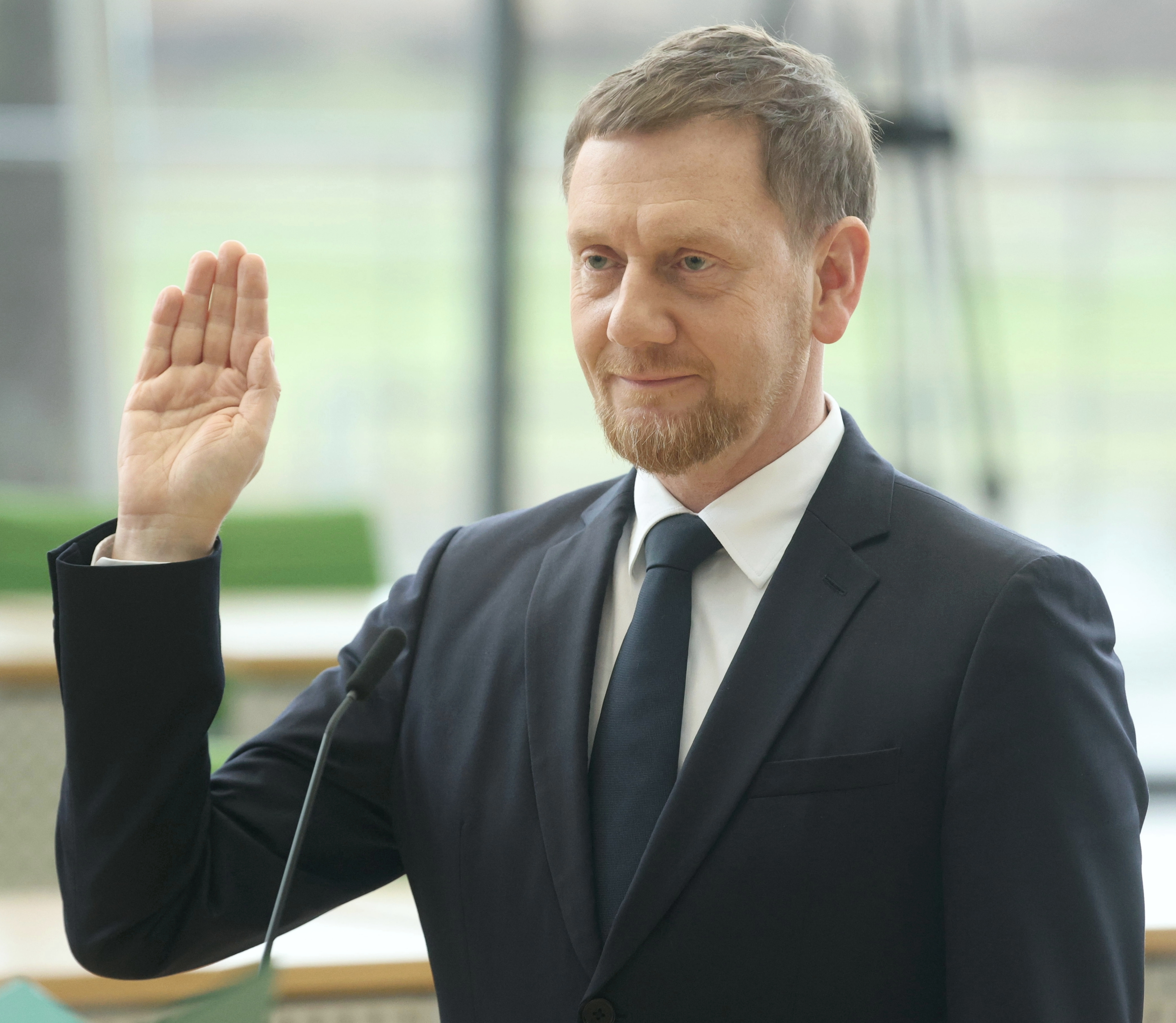
Michael Kretschmer bei seiner Vereidigung am 18. Dezember 2024

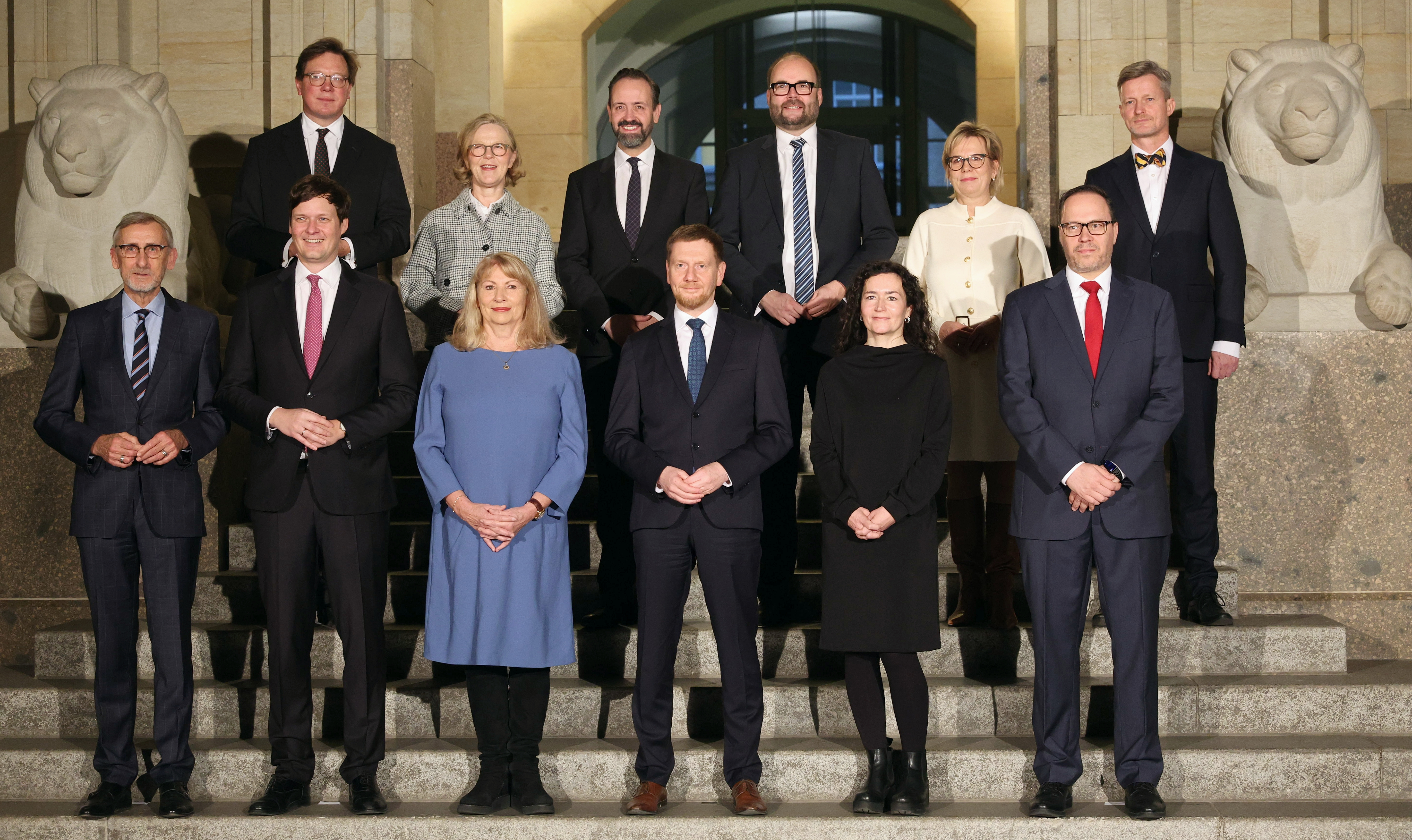
Das Kabinett nach der Ernennung durch Ministerpräsident Kretschmer am 19. Dezember 2024

Das Kabinett Kretschmer III bildet seit dem 19. Dezember 2024 die Sächsische Staatsregierung. Ministerpräsident Michael Kretschmer führt eine Minderheitsregierung aus CDU und SPD.

## Mitglieder der Staatsregierung
| Amt                                                                           | Foto                                                                | Name                         | Partei | Partei            | Staatssekretäre/Amtschefs/Bevollmächtigte beim Bund                                                 | Partei    | Partei |
| ----------------------------------------------------------------------------- | ------------------------------------------------------------------- | ---------------------------- | ------ | ----------------- | --------------------------------------------------------------------------------------------------- | --------- | ------ |
| Ministerpräsident Staatskanzlei                                               |                                                                     | Michael Kretschmer           |        | CDU               | Andreas Handschuh 1 Chef der Staatskanzlei und Staatssekretär für Bundes- und Europaangelegenheiten |           |        |
| Ministerpräsident Staatskanzlei                                               | Daniela Dylakiewicz 3 Digitalisierung und Verwaltungsmodernisierung | Michael Kretschmer           |        | CDU               | |           |        |
| Ministerpräsident Staatskanzlei                                               | Markus Franke 4 Bevollmächtigter des Freistaates Sachsen beim Bund  | Michael Kretschmer           |        | CDU               | CDU                                                                                                 |           |        |
| Stellvertreterin des Ministerpräsidenten                                      |                                                                     | Petra Köpping                |        | SPD               | Dagmar Neukirch 2                                                                                   |           | SPD    |
| Staatsministerin für Soziales, Gesundheit und Gesellschaftlichen Zusammenhalt |                                                                     | Petra Köpping                |        | SPD               | Dagmar Neukirch 2                                                                                   |           | SPD    |
| Staatsminister des Innern                                                     |                                                                     | Armin Schuster               |        | CDU               | Ulf Bandiko 3                                                                                       |           |        |
| Staatsminister der Finanzen                                                   |                                                                     | Christian Piwarz             | CDU    | Sebastian Hecht 2 | |           |        |
| Staatsminister für Umwelt und Landwirtschaft                                  |                                                                     | Georg-Ludwig von Breitenbuch | CDU    | Ulrich Menke 2    | |           |        |
| Staatsminister für Kultus                                                     |                                                                     | Conrad Clemens               | CDU    | Wilfried Kühner 2 | |           |        |
| Staatsminister für Wissenschaft                                               |                                                                     | Sebastian Gemkow             | CDU    | Heike Graßmann 2  | | parteilos |        |
| Staatsministerin für Kultur und Tourismus                                     |                                                                     | Barbara Klepsch              | CDU    | Heike Graßmann 2  | | parteilos |        |
| Staatsminister für Wirtschaft, Arbeit, Energie und Klimaschutz                |                                                                     | Dirk Panter                  |        | SPD               | Thomas Kralinski 2                                                                                  |           | SPD    |
| Staatsministerin der Justiz                                                   |                                                                     | Constanze Geiert             |        | CDU               | Till Pietzcker 3                                                                                    |           |        |
| Staatsministerin für Infrastruktur und Landesentwicklung                      |                                                                     | Regina Kraushaar             | CDU    | Barbara Meyer 2   | |           |        |

## Wahl des Ministerpräsidenten
| Wahlgang                                                                           | Kandidat                                      | Stimmenzahl | Anteil (abgegebene Stimmen) |
| ---------------------------------------------------------------------------------- | --------------------------------------------- | ----------- | --------------------------- |
| 1. Wahlgang                                                                        | Michael Kretschmer (CDU)                      | 55          | 45,8 %                      |
| 1. Wahlgang                                                                        | Jörg Urban (AfD)                              | 40          | 33,3 %                      |
| 1. Wahlgang                                                                        | Matthias Berger (parteilos, für Freie Wähler) | 6           | 5,0 %                       |
| 1. Wahlgang                                                                        | Enthaltungen                                  | 12          | 10,0 %                      |
| 1. Wahlgang                                                                        | Ungültige Stimmen                             | 7           | 5,8 %                       |
| 2. Wahlgang                                                                        | Michael Kretschmer (CDU)                      | 69          | 57,5 %                      |
| 2. Wahlgang                                                                        | Jörg Urban (AfD)                              | 1           | 0,8 %                       |
| 2. Wahlgang                                                                        | Matthias Berger (parteilos, für Freie Wähler) | 39          | 32,5 %                      |
| 2. Wahlgang                                                                        | Enthaltungen                                  | 11          | 9,2 %                       |
| 2. Wahlgang                                                                        | Ungültige Stimmen                             | 0           | —                           |
| Damit wurde Michael Kretschmer wieder zum sächsischen Ministerpräsidenten gewählt. |                                               |             |                             |